# بالمکللان
بالمکللان (به انگلیسی: Balmaclellan، از گیلیک اسکاتلندی: Baile MhicIllFhaolain به معنای روستای مک‌للان‌ها) یک روستا در بریتانیا است که در دامفریس و گالووی واقع شده‌است. این روستای کوچک متشکل از خانه‌های سنگی با سقف لوحی است و در میانهٔ تپه‌های گالووی در جنوب غربی اسکاتلند قرار دارد.